# 篮烷
篮烷是一种多环化合物，它的分子式是C10H12。它的名字来源于它的像篮子一样的结构。篮烷分别被化学家Masamune和Dauben与Whalen在1966年独立合成。

## 延伸阅读
- Binmore, Gavin T.; Della, Ernest W.; Elsey, Gordon M.; Head, Nicholas J.; Walton, John C. . Journal of the American Chemical Society. 1994-04-01, 116 (7): 2759-2766. ISSN 0002-7863. doi:10.1021/ja00086a009.